# Marvel Studios: Assembled
Marvel Studios: Assembled (prt: Marvel Studios: Unidos; bra: Marvel Studios: Avante) é uma docussérie de televisão de especiais antológica estadunidense criada para o serviço de streaming Disney+. Produzido pela Marvel Studios, cada especial mostra os bastidores de uma série de televisão ou filme do Universo Cinematográfico Marvel (UCM) na Fase Quatro com os criadores, explorando o processo de criação de cada série ou filme.
A série foi anunciada pela primeira vez em fevereiro de 2021. Marvel Studios: Assembled estreou em 12 de março de 2021, com episódios subsequentes sendo lançados logo após a conclusão de uma série do Disney+ ou o lançamento de um filme no Disney+. Recebeu respostas positivas por mostrar a produção de cada projeto, principalmente nos aspectos técnicos e de conectividade da franquia.

## Premissa
A série mostra os bastidores de um filme ou série de televisão da Fase Quatro do Universo Cinematográfico Marvel (UCM), com os criadores, explorando o processo de criação de cada série ou filme.

## Plano de fundo
Marvel Studios: Assembled foi anunciado em fevereiro de 2021, como uma série de documentários especiais para que mostra os bastidores com um "olhar aprofundado" das séries e filmes da Fase Quatro do Universo Cinematográfico Marvel (UCM). Cada especial de "making of" mostra os cineastas, o elenco e os membros da equipe durante a produção de cada projeto, com filmagens exclusivas usadas para compilar os especiais da série. Assembled foi anunciado para estrear em 12 de março de 2021 com especiais para WandaVision (2021), The Falcon and the Winter Soldier (2021), a primeira temporada de Loki (2021) e Hawkeye (2021), juntamente com o filme Black Widow (2021), também revelado. Mais tarde em março, antes da estreia de The Falcon and the Winter Soldier, o especial foi revelado com lançamento em 30 de abril de 2021. Pouco depois da estreia de Loki em junho, o especial da série foi revelado com lançamento em 21 de julho de 2021. Os três primeiros especiais estrearam uma semana após o lançamento do final de cada série. Em setembro de 2021, o especial de Black Widow foi revelado para ser lançado em 20 de outubro de 2021, enquanto um especial para What If...? foi anunciado para 27 de outubro. Em novembro, um especial para Shang-Chi and the Legend of the Ten Rings foi anunciado para ser lançado em 12 de novembro de 2021, para coincidir com o lançamento do filme no Disney+ como parte da celebração do "Disney+ Day".
Em dezembro de 2021, foi anunciado que o especial de Hawkeye seria lançado em 19 de janeiro de 2022, embora tenha sido adiado para 9 de fevereiro de 2022, em janeiro de 2022. Ao mesmo tempo, o especial para Eternals foi anunciado para ser lançado em 16 de fevereiro. Em abril de 2022, um especial para Moon Knight (2022) foi revelado para ser lançado em 11 de maio de 2022, embora tenha sido movido para 25 de maio de 2022, em maio de 2022. Em junho de 2022, um especial para Doctor Strange in the Multiverse of Madness (2022) foi revelado para ser lançado em 1º de julho de 2022, embora nessa data, foi transferido para 8 de julho de 2022. Em julho, um especial para Ms. Marvel (2022) foi revelado para ser lançado em 3 de agosto de 2022. No mês seguinte, foi anunciado que o especial de Thor: Love and Thunder (2022) seria lançado em 8 de setembro de 2022, para o Disney+ Day. Em outubro, um especial para She-Hulk: Attorney at Law (2022) foi revelado para ser lançado em 3 de novembro de 2022.
Os comentaristas chamaram Assembled de uma série companheira para Marvel Studios: Legends, que é lançado antes de uma série ou filme para ajudar a informar os espectadores sobre eventos relevantes para essa série ou filme, enquanto Hoai-Tran Bui e Ethan Anderton, do /Film, e Charlie Ridgley, do ComicBook.com, observaram as semelhanças com a docussérie Disney Gallery: The Mandalorian para a série do Disney+, The Mandalorian. Ridgley e Matt Miller, da Game Informer, observaram que Assembled permitiu que o Marvel Studios fornecesse mais informações sobre como seu conteúdo é produzido e respondesse a perguntas que o público possa ter a respeito dele. David Wolinsky, da GameSpot, sentiu que Assembled era uma "continuação promissora" de Behind the Mask da Marvel, uma série de documentários que mostrou a inspiração por trás dos heróis dos quadrinhos da Marvel.

## Episódios
| N.º | Título                                                      | Dirigido por   | Escrito por                              | Lançamento              |
| --- | ----------------------------------------------------------- | -------------- | ---------------------------------------- | ----------------------- |
| 1 | "The Making of WandaVision"                                 | Bradford Baruh | Meghan Leon                              | 12 de março de 2021     |
| O especial vai nos bastidores da produção de WandaVision, com a roteirista Jac Schaeffer, o diretor da série Matt Shakman, as estrelas Elizabeth Olsen, Paul Bettany, Debra Jo Rupp, Kathryn Hahn, Teyonah Parris, Randall Park, Kat Dennings e Evan Peters, os compositores da trilha sonora Robert Lopez e Kristen Anderson-Lopez e criativos adicionais. A discussão inclui as sitcoms clássicas que inspiraram a série, como a equipe emulou os processos de produção das primeiras sitcoms e a experiência de filmar na frente de um público de estúdio ao vivo para o primeiro episódio, "Filmed Before a Live Studio Audience".                                                    |                                                             |                |                                          |                         |
| 2 | "The Making of The Falcon and the Winter Soldier"           | Bradford Baruh | Meghan Leon                              | 30 de abril de 2021     |
| O especial vai nos bastidores da produção de The Falcon and the Winter Soldier, com o roteirista Malcolm Spellman, a diretora da série Kari Skogland, as estrelas Anthony Mackie, Sebastian Stan, Wyatt Russell, Erin Kellyman, Don Cheadle, Daniel Brühl, Emily VanCamp, Florence Kasumba, Julia Louis-Dreyfus e Clé Bennett, o produtor executivo Nate Moore e criativos adicionais. A discussão inclui a importância das questões de racismo dentro da narrativa, as cenas de ação e o impacto da pandemia de COVID-19 na produção da série. |                                                             |                |                                          |                         |
| 3 | "The Making of Loki"                                        | Bradford Baruh | Meghan Leon                              | 21 de julho de 2021     |
| O especial vai nos bastidores da produção de Loki, com o roteirista Michael Waldron, a diretora da série Kate Herron, as estrelas Tom Hiddleston, Gugu Mbatha-Raw, Wunmi Mosaku, Owen Wilson, Sophia Di Martino, DeObia Oparei, Richard E. Grant e Jonathan Majors, o produtor executivo Stephen Broussard e criativos adicionais. A discussão inclui a história de Hiddleston com o personagem-título e o elenco de outros personagens principais, bem como o design e as filmagens de cada episódio. |                                                             |                |                                          |                         |
| 4 | "The Making of Black Widow"                                 | Bradford Baruh | Brenton Covington                        | 20 de outubro de 2021   |
| O especial vai aos bastidores da produção de Black Widow com a diretora Cate Shortland, vários produtores e os membros do elenco, incluindo Scarlett Johansson, Florence Pugh, David Harbour, Rachel Weisz, Ray Winstone e outros. |                                                             |                |                                          |                         |
| 5 | "The Making of What If...?"                                 | Bradford Baruh | Meghan Leon                              | 27 de outubro de 2021   |
| O especial vai nos bastidores da produção de What If...? com a criadora A. C. Bradley, o diretor Bryan Andrews, o animador Stephan Franck, os produtores e o ator Jeffrey Wright. A discussão inclui a ideia de What If...?, a criação, a animação do show e o elenco. |                                                             |                |                                          |                         |
| 6 | "The Making of Shang-Chi and the Legend of the Ten Rings "  | Bradford Baruh | Amir Shoucri e Jason Hillhouse           | 12 de novembro de 2021  |
| O especial vai nos bastidores da realização de Shang-Chi and the Legend of the Ten Rings com o diretor Destin Daniel Cretton, vários produtores e os membros do elenco, incluindo Simu Liu, Awkwafina, Meng'er Zhang, Michelle Yeoh, Ben Kingsley, Tony Leung, Benedict Wong e mais. |                                                             |                |                                          |                         |
| 7 | "The Making of Hawkeye"                                     | Bradford Baruh | Meghan Leon                              | 9 de fevereiro de 2022  |
| O especial vai nos bastidores da realização de Hawkeye com os diretores Rhys Thomas e Bert & Bertie, vários produtores e os membros do elenco, incluindo Jeremy Renner, Hailee Steinfeld, Tony Dalton, Fra Fee, Aleks Paunovic, Piotr Adamczyk, Vera Farmiga, Alaqua Cox, Florence Pugh, Vincent D'Onofrio, Carlos Navarro, Clayton English, Adelle Drahos, e Adetinpo Thomas, os produtores e criativos adicionais. A discussão inclui a criação do número musical no estilo da Broadway "Save the City" e a reintrodução de D'Onofrio como Rei do Crime. |                                                             |                |                                          |                         |
| 8 | "The Making of Eternals"                                    | Bradley Hogan  | Charlie Visnic                           | 16 de fevereiro de 2022 |
| O especial vai nos bastidores da produção de Eternals com a diretora Chloé Zhao, vários produtores e os membros do elenco Gemma Chan, Richard Madden, Kumail Nanjiani, Angelina Jolie, Lauren Ridloff, Lia McHugh, Brian Tyree Henry, Barry Keoghan, Don Lee, Salma Hayek e Kit Harington. A discussão inclui a cenografia, o figurino, as dificuldades e benefícios de filmar em locações, e a diversidade do elenco. |                                                             |                |                                          |                         |
| 9 | "The Making of Moon Knight "                                | Bradford Baruh | Amir Shoucri e Jason Hillhouse           | 25 de maio de 2022      |
| O especial vai nos bastidores da produção de Moon Knight com os diretores da série Mohamed Diab, Aaron Moorhead e Justin Moorhead, as estrelas Oscar Isaac, Ethan Hawke, May Calamawy, Karim El Hakim e Antonia Salib, os produtores e criativos adicionais. A discussão inclui a representação do transtorno dissociativo de identidade, a criação dos cenários egípcios e as dificuldades de Isaac jogando contra si mesmo. |                                                             |                |                                          |                         |
| 10 | "The Making of Doctor Strange in the Multiverse of Madness" | Bradford Baruh | Steve Elkins                             | 8 de julho de 2022      |
| O especial mostra os bastidores da produção de Doctor Strange in the Multiverse of Madness com o diretor Sam Raimi, o roteirista Michael Waldron, vários produtores e os membros do elenco Benedict Cumberbatch, Elizabeth Olsen, Benedict Wong, Rachel McAdams, Chiwetel Ejiofor, Xochitl Gomez e Bruce Campbell. A discussão inclui trazer a continuação da história de Stephen Strange pós Endgame, o design do cenário, a introdução do multiverso, América Chavez, os Illumininati e o impacto da pandemia da COVID-19 na roteirização e produção do filme. |                                                             |                |                                          |                         |
| 11 | "The Making of Ms. Marvel "                                 | Bradford Baruh | Meghan Leon                              | 3 de agosto de 2022     |
| O especial mostra os bastidores da criação de Ms. Marvel com a roteirista principal, Bisha K. Ali, a criadora de personagens, Sana Amanat, os diretores da série, as estrelas Iman Vellani, Matt Lintz, Yasmeen Fletcher, Zenobia Shroff, Mohan Kapur, Saagar Shaikh, Laurel Marsden, Rish Shah, Nimra Bucha, Farhan Akhtar e Aramis Knight, além de criativos adicionais. A discussão inclui os paralelos entre a atriz Iman Vellani e sua personagem Kamala Khan, a importância da família e dos amigos de Kamala dentro da série, a Ordem da Adaga Vermelha, AvengerCon, recriando Carachi em locações na Tailândia e trazendo o evento da vida real da Partição da Índia na história. |                                                             |                |                                          |                         |
| 12 | "The Making of Thor: Love and Thunder "                     | Bradford Baruh | Brandon Bestenheider e Brenton Covington | 8 de setembro de 2022   |
| O especial mostra os bastidores da produção de Thor: Love and Thunder com o diretor e ator Taika Waititi, a co-roteirista Jennifer Kaytin Robinson, os membros do elenco Chris Hemsworth, Natalie Portman, Tessa Thompson e Christian Bale, além de outros criativos. A discussão inclui os desafios envolvidos em levar Thor para novas direções em um quarto filme, reintroduzir Portman na franquia, filmar no Volume, adaptar os desenhos das crianças para o design do monstro, o papel de Russell Crowe como Zeus e o design da arma. |                                                             |                |                                          |                         |
| 13 | "The Making of She-Hulk: Attorney at Law"                   | Bradford Baruh | Meghan Leon                              | 3 de novembro de 2022   |
| O especial mostra os bastidores da produção de She-Hulk: Attorney at Law com os membros do elenco Tatiana Maslany, Jameela Jamil, Josh Segarra, Mark Ruffalo, Tim Roth, Benedict Wong e Charlie Cox, além de outros criativos. A discussão inclui lidar com o tom e a Mulher-Hulk quebrar a quarta parede e fazer a primeira série de comédia da Marvel Studios. |                                                             |                |                                          |                         |
| 14 | "The Making of Black Panther: Wakanda Forever "             | Bradford Baruh | Brandon Bestenheider e Brenton Covington | 8 de fevereiro de 2023  |
| O especial mostra os bastidores da produção de Black Panther: Wakanda Forever com o diretor Ryan Coogler, os membros do elenco Letitia Wright, Danai Gurira, Lupita Nyong'o, Winston Duke, Angela Bassett, Tenoch Huerta Mejía, Mabel Cadena, Alex Livinalli, Dominique Thorne e criativos adicionais. A discussão inclui a morte de Chadwick Boseman, a expansão de Wakanda, a influência mesoamericana no design de Talokan, os desafios de filmar debaixo d'água, as sequências de acrobacias do filme e o arco de personagem de Shuri. |                                                             |                |                                          |                         |

## Lançamento
Marvel Studios: Assembled foi lançado em 12 de março de 2021 na Disney+. Especiais adicionais serão lançados logo após o lançamento de um filme nos cinemas ou a conclusão de uma série no Disney+.

## Recepção
Com o lançamento do especial de WandaVision, Anderton lembrou como o Marvel Studios passou a fazer o UCM como o "maior experimento episódico de todos os tempos", de acordo com a estrela da série Paul Bettany, para um "sucesso absoluto" com sua interconectividade e sensação, Assembled permitiu que o Marvel Studios "mergulhasse em todos os aspectos" de suas futuras produções, incluindo os "detalhes cheios de spoiler" que foram mantidos em segredo. Elaine Low, que escreve para a Variety, disse que o especial de WandaVision foi um "mergulho delicioso e profundo" que explorou a "escala maciça e amplitude" dos efeitos visuais usados em seus episódios e no design de produção. Lucas Pearce, do The People's Movies, sentiu que o especial era uma "ótima maneira de fechar a lacuna" entre o final da série, mostrando como "tudo se juntou".
Em relação ao especial de Falcão e o Soldado Invernal, Anderton sentiu que a série era mais direta do que WandaVision, era menos atraente ou cativante, mas destacou os aspectos técnicos dessa produção que considerou "surpreendentes", como mostrar o uso de paraquedistas reais para algumas tomadas, o uso de efeitos visuais para alguns fundos de cenas de ação e o traje do Capitão América de Sam Wilson. Ele destacou particularmente Anthony Mackie e Sebastian Stan brincando juntos e uma cena única de Daniel Brühl no personagem do Barão Helmut Zemo promovendo uma loja de roupas Sokoviana chamada Suit-kovia para um "comercial improvisado", que foi filmado no cenário da boate Brass Monkey que foi usado para o cenário de Madripoor.

## Documentários relacionados
Em 4 de novembro de 2022, foi lançado o documentário especial Director by Night, que mostra os bastidores do Marvel Studios Special Presentation, Werewolf by Night (2022) com seu diretor e compositor Michael Giacchino.